# 8000 (عدد)
8000 (ثمانية  آلاف) هو عدد صحيح. يلي العدد 7999 ويسبق العدد 8001 وهو عدد طبيعي.
الثمانية آلاف الواحدة تساوي ثمانون مائة.

## في الرياضيات
- حسب نظام العد العشري في الرياضيات، يمكن كتابة العدد ثمانية آلاف على النحو:
- 8,000 — ثمانية متبوعًا بثلاثة أصفار.
- 8 × 103 — ثمانية في عشرة مرفوعة لأس ثلاثة.

## في التاريخ
- مدة 8000 عام يطلق عليها اسم الألفية الثامنة.